# Schaedlerella
Schaedlerella es un género de bacterias grampositivas de la familia Lachnospiraceae. Actualmente (2023) sólo contiene una especie: Schaedlerella arabinosiphila. Fue descrita en el año 2019. Su etimología hace referencia al microbiólogo Russell W. Schaedler. El nombre de la especie hace referencia a amante de arabinosa. Es anaerobia estricta. Tiene forma de bacilo de 2-5 μm de longitud. Se ha aislado de heces de ratón. 